# Piona americana
Piona americana är en kvalsterart som beskrevs av Marshall 1929. Piona americana ingår i släktet Piona och familjen Pionidae. Inga underarter finns listade i Catalogue of Life.